# 北齐攻梁之战
北齐攻梁之战，556年（南梁太平元年、北齐天保七年）三月至六月，北齐徐嗣徽率军进攻南梁国都建康（今江苏南京市），被陈霸先击败。
554年十二月，梁元帝在江陵被西魏攻杀后，骠骑大将军王僧辩、征西大将军陈霸先拥立梁元帝之子晋安王萧方智为太宰、梁王，还都建康。555年正月，齐文宣帝立梁元帝的堂兄贞阳侯萧渊明为梁朝皇帝，派兵送他回到南梁。三月，梁朝散骑常侍裴之横在萧渊明返国途中阻挡。北齐于是斩杀裴之横，数千人被俘。王僧辩率军屯守姑孰（今安徽省当涂县），对北齐心有惧意。五月，王僧辩迎蕭渊明至建康即帝位，改元天成，南梁向北齐称臣。陈霸先屯守京口（今江苏省镇江市），密谋攻打建康。八月，王僧辩听说北齐兵已经到达寿春（今安徽省寿县），将继续南犯，派人通知陈霸先准备防御。陈霸先于是起兵攻打王僧辩。九月，陈霸先部下徐渡、侯安都率水军从京口直抵石头城，陈霸先从江乘（今江苏省句容县北）罗落桥率领步骑军马和他们会合。侯安都率军抵达石头城北，弃船登岸，直向王僧辩卧室。陈霸先率军从南门入建康城，将王僧辩父子缢杀。十月，陈霸先废黜萧渊明，立萧方智为帝，即梁敬帝，改元绍泰，但是还是向北齐称臣。
556年三月，齐文宣帝派仪同三司萧轨和任约、徐嗣徽率兵十万出栅口（今安徽省无为县东南）攻打南梁，进攻梁山（今安徽省和县南）。梁守将黄丛击败齐军，齐军退守芜湖（今安徽省芜湖市东）。陈霸先派部将沈泰、侯安都率军防守梁山。四月，侯安都率轻兵到历阳（今安徽省和县）攻打北齐军，北齐军被俘获斩首万余人。五月，北齐从芜湖进入丹阳（今安徽省当涂县东北）、旧穆陵（今江宁区南）。陈霸先派周文育守方山（今江宁区东南）、徐度守马牧（今江宁区南秦淮河西岸），杜陵守大航，阻击齐军。齐军在夜间抵达方山，徐嗣徽在青墩（今安徽省当涂县西南）、七矾（今安徽省芜湖市西北）列开战舰，断绝周文育的退路。周文育的水军奋击齐军，徐嗣徽被周文育所败。齐军于是留船在芜湖，从陆路进攻，自方山攻到倪塘（今江宁区东南），骑兵到达台城，建康城里梁朝君臣大惊。陈霸先会合周文育、侯安都，在白土岗、耕坛（都在方山之北）南先后两次击败齐军。齐将乞伏无劳被侯安都所俘。陈霸先抽出三千精兵，配合沈泰渡长江攻打瓜步（今六合区东南），获得齐军百余艘船舰，万斛粮食。六月，齐军暗中抵达钟山龙尾（今南京紫金山东北）、幕府山。陈霸先派钱明带着水军从江乘出发，截断北齐军粮，夺齐军米船。齐军只能杀死驴马充饥，于是过钟山到达玄武湖西北，据守北郊坛。陈霸先部下军队从覆舟山（今南京九华山）东进至北郊坛，对峙齐军。当时连日大雨，齐军整天坐立在泥中，悬锅做饭。梁军驻地路高干燥，可以轮流休整。双方粮运都不畅通，陈霸先之侄陈蒨送来三千斛米，一千只鸭。梁军吃饱后，早上出幕府山，奋勇作战。陈霸先、吴明彻、沈泰率军夹击齐军，侯安都率军从白下（今南京金川门外）攻打齐军后路。齐军战败，数千人被斩。梁军追败军至临沂（今江苏省句容县北）。梁军在钟山、栖霞山、江乘获胜，北齐萧轨等四十六将被俘，大半齐军都阵亡、溺死、负伤。
北齐请求赎回俘虏，陈霸先不肯并将俘虏全部斩杀。北齐于是处决陈霸先留作人质的侄子陈昙朗。